# William Timothy Gowers
William Timothy Gowers (Wiltshire, 20 novembre 1963) è un matematico britannico.

## Biografia
Figlio del compositore Patrick Gowers, nel 1996 ha ricevuto il Premio della European Mathematical Society e nel 1998 ha vinto la Medaglia Fields per ricerche in analisi funzionale, combinatoria, teoria combinatoria dei numeri e teoria degli spazi di Banach. 
Nel 1995 gli è stato assengnato il Premio Whitehead assieme a Jeremy Rickard. Nel 2016 ha vinto la Medaglia Sylvester.
Al 2021 ricopre il ruolo di "Professeur titulaire" della cattedra di combinatoria del Collège de France, e di "Director of Research" dell'Università di Cambridge, ed è fellow del Trinity College.
È autore di numerose pubblicazioni didattiche, tra le quali il saggio Matematica. Un'introduzione.

### The Cost of Knowledge
Il 21 gennaio 2012 Gowers ha pubblicato sul suo blog personale un post in cui critica le politiche commerciali e di pubblicazione di Elsevier, una delle più importanti case editrici accademiche, e ha invitato i ricercatori a boicottarla.
Da questo è nato il sito The Cost of Knowledge, che raccoglie le firme di ricercatori che dichiarano che non invieranno articoli, non faranno peer review, non parteciperanno ai comitati editoriali di riviste di Elsevier.
Il post di Gowers è stato visto come l'inizio della "primavera accademica".